# Hovedøya

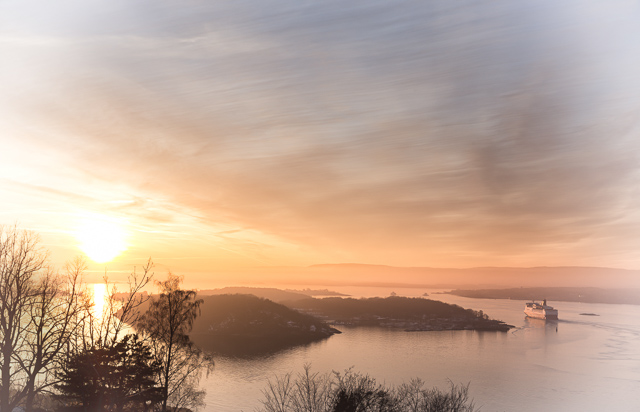
Hovedøya

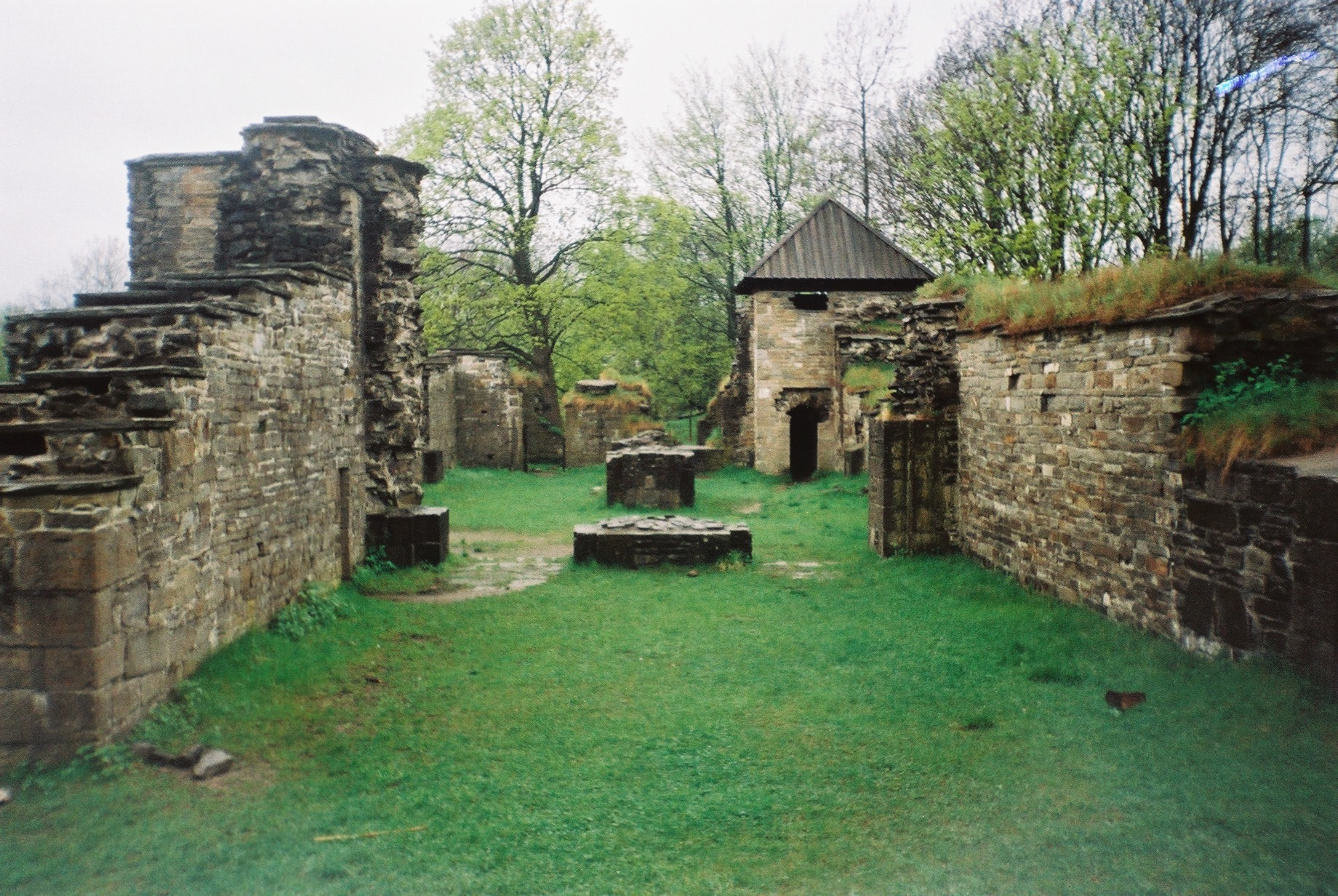
Hovedøya - ruiny klasztoru

Hovedøya – wyspa w Norwegii, na Oslofjordzie, w administracyjnych granicach Oslo. Powierzchnia wyspy wynosi ok. 0,5 km². 
Na wyspie znajdują się ruiny klasztoru, założonego 18 maja 1147 roku przez mnichów z Kirkstead Abbey w Lincolnshire w Anglii. Klasztor spalono w 1532 roku, a zachowane kamienie zużyto do budowy twierdzy Akershus. Do naszych czasów dotrwały fundamenty i część murów. 
Na wyspie zachowało się też kilka budynków, służących w minionych stuleciach do celów wojskowych.